# Donelson Caffery

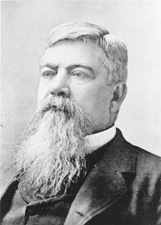
Donelson Caffery

Donelson Caffery (* 10. September 1835 in Franklin, St. Mary Parish, Louisiana; † 30. Dezember 1906 in New Orleans, Louisiana) war ein US-amerikanischer Politiker (Demokratische Partei), der den Bundesstaat Louisiana im US-Senat vertrat.

## Leben
Donelson Caffery besuchte zunächst eine Privatschule in seinem Heimatort Franklin, dann das St. Mary's College in Baltimore (Maryland) sowie schließlich die Louisiana University in New Orleans. Er studierte die Rechtswissenschaften, unterbrach seine juristische Ausbildung aber, um als Soldat des Konföderiertenheeres am Bürgerkrieg teilzunehmen. Im 13. Regiment aus Louisiana stieg er bis zum Lieutenant auf.
Nach Kriegsende war Caffery zunächst bei einem Gericht als Beamter angestellt, ehe er 1867 in die Anwaltskammer aufgenommen wurde und in Franklin zu praktizieren begann. Außerdem betrieb er eine Zuckerplantage. Sein erstes öffentliches Amt hatte er 1879 als Delegierter zum Verfassungskonvent seines Staates inne. Von 1892 bis 1893 gehörte er dem Senat von Louisiana an.
Als US-Senator Randall L. Gibson im Dezember 1892 starb, wurde Donelson Caffery zu dessen Nachfolger ernannt. Er nahm seinen Sitz in Washington, D.C. am 31. Dezember 1892 ein und verblieb dort nach einer Wiederwahl im Jahr 1894 bis zum 3. März 1901; für eine weitere Legislaturperiode kandidierte er nicht. Während dieser Zeit war er unter anderem Vorsitzender des Committee on Enrolled Bills und des Committee on Corporations Organized in the District of Columbia.
Noch während seiner Amtszeit als Senator wurde Caffery von der National Prohibition Party, einer kurzlebigen Abspaltung der Prohibition Party, als deren Kandidat für die Präsidentschaftswahl 1900 nominiert. Er hat aber offenbar auf die Teilnahme an der Wahl verzichtet; sein Name taucht auf keinem Wahlzettel auf. Nach seinem Abschied aus dem Kongress war Caffery wieder als Anwalt tätig und starb im Jahr 1906 in New Orleans. Sein Sohn Donelson Caffery III scheiterte 1920 in der Vorwahl für einen Senatorensitz von Louisiana. Sein Enkel Patrick T. Caffery saß von 1969 bis 1973 als Abgeordneter aus Louisiana im Repräsentantenhaus der Vereinigten Staaten.